# Рейнольдс, Брайан
Брайан Рейнольдс (англ. Brian Reynolds; род. 1967) — американский геймдизайнер, известный как разработчик игр Civilization II, Rise of Nations, Sid Meier’s Alpha Centauri и FrontierVille, разошедшихся многомиллионными тиражами. Является сооснователем трёх игровых компаний — SecretNewCo, Big Huge Games и Firaxis Games; также работал в Zynga и MicroProse. Рейнольдс также является председателем Международной ассоциации разработчиков игр. В настоящее время занимается разработкой игр для социальных сетей (в частности, Facebook).

## Биография
Первой коммерческой игрой Рейнольдса стал Quest 1, разработанная для журнала SoftSide и попавшая на его обложку в августе 1981 году. В школе он увлекался компьютерными играми, а также занимался администрированием мейнфрейма PDP-11. В 1990 году окончил Университет Юга, а также начинал изучать философию в Калифорнийском университете в Беркли.
Свою карьеру разработчка Рейнольдс начал в компании MicroProse, в которой работал ведущим программистом для ряда графических приключенческих игр, в том числе — Rex Nebular (1992), Return of the Phantom (1993) и Dragonsphere (1993). В MicroProse Рейнольдс познакомился с Сидом Мейером и они совместно создали Sid Meier’s Colonization, выпущенную в 1994 году. После этого Рейнольдс стал ведущим дизайнером в разработке сиквела Sid Meier’s Civilization. Civilization II вышла в 1996 году и разошлась многомиллионным тиражом. Вскоре после этого Сид и Рейнольдс покинули MicroProse и основали компанию Firaxis Games.
В Firaxis Рейнольдс участвовал в разработке Sid Meier’s Gettysburg! (1997), а также возглавил разработку Sid Meier’s Alpha Centauri (1998). Alpha Centauri стала его второй игрой, чьи продажи составили несколько миллионов копий. В 2000 году Рейнольдс продал свою долю Firaxis Games и покинул компанию, чтобы присоединиться к Big Huge Games в качестве CEO. Первой игрой Рейнольдса в Big Huge Games стала Rise of Nations, за которой последовал спин-офф Rise of Legends, выпущенный Microsoft. 30 июня 2009 года Рейнольдс покинул Big Huge Games и присоединился к Zynga, возглавив подразделение Zynga East, в котором работал в качестве ведущего геймдизайнера.
В феврале 2013 года Рейнольдс покинул Zynga, а в марте вернул компанию Big Huge Games к жизни (временно носившую название SecretNewCo). В июле компания объявила о сотрудничестве с корейской студией Nexon, в рамках которого была разработана DomiNations — игра для мобильных устройств, схожая с Civilization и Age of Empires. В 2016 году Big Huge Games была поглощена Nexon.
Рейнольдс в сотрудничестве с Клаусом Тойбером разработал Catan для Xbox Live Arcade. Он также возглавлял разработку игр FrontierVille и CityVille 2 для социальной сети Facebook.
Несмотря на то, что Civilization II, Sid Meier's Colonization и Sid Meier's Alpha Centauri рекламировались как игры Сида Мейера, все они были созданы под руководством Рейнольдса. В титрах Civilization II Сид Мейер указывается только как дизайнер оригинальной Civilization, и Рейнольдс упоминал в интервью, что Мейер «не участвовал в разработке, если не считать его имени в названии игры».

## Игры
- Quest 1 (1981) (автор)
- Rex Nebular and the Cosmic Gender Bender (1992) (ведущий программист)
- Return of the Phantom (1993) (ведущий программист)
- Dragonsphere (1994) (технический директор)
- Sid Meier's Colonization (1994) (дизайнер и программист)
- Sid Meier's Civilization II (1996) (ведущий дизайнер и программист)
- Sid Meier's Gettysburg! (1997) (участие в разработке)
- Sid Meier's Alpha Centauri (1999) (ведущий дизайнер)
- Rise of Nations (2003) (ведущий дизайнер)
- Rise of Nations: Thrones & Patriots (2004) (ведущий дизайнер)
- Rise of Nations: Rise of Legends (2006) (глава проекта и ведущий дизайнер)
- Catan (2007) (глава проекта и ИИ)
- Age of Empires 3: The Asian Dynasties (2007) (креативный директор)
- FrontierVille (2010) (главный геймдизайнер)
- DomiNations (2014) (главный геймдизайнер)